# Catogenus rufus
Catogenus rufus är en skalbaggsart som först beskrevs av Fabricius 1798.  Catogenus rufus ingår i släktet Catogenus och familjen Passandridae. Inga underarter finns listade i Catalogue of Life.